# Авдеев, Василий Андреевич
Васи́лий Андре́евич Авде́ев (1923-2006) — старшина Советской армии, участник Великой Отечественной войны, полный кавалер ордена Славы.

## Биография
Василий Авдеев родился 8 ноября 1923 года в деревне Коноплинка (ныне — Ельнинский район Смоленской области) в крестьянской семье. Русский. Окончил восемь классов школы, после чего работал в колхозе. В 1943 году Авдеев был призван на службу в РККА Ельнинским районным военным комиссариатом. С сентября того же года — на фронтах Великой Отечественной войны. За время войны дважды был легко ранен — 10 июля 1944 года и 7 августа 1944 года.
Первоначально Авдеев был наводчиком орудия батареи 76-миллиметровых орудий 598-го стрелкового полка 207-й стрелковой дивизии 3-й ударной армии 2-го Прибалтийского фронта. 13 марта 1944 года во время боя за деревню Бубново, несмотря на массированный вражеский огонь, Авдеев выкатил своё орудие на прямую наводку на открытую позицию и метким огнём уничтожил две немецкие пулемётные точки. Впоследствии Авдеев принял активное участие в отражении вражеской контратаки, ведя огонь по наступающей немецкой пехоте. За отличие в этом бою Приказом по 598-му стрелковому полку от 31 марта 1944 года № 09/н красноармеец Василий Авдеев был награждён медалью «За отвагу».
1 июля 1944 года в ходе боя под деревней Гречи к юго-востоку от города Опочка Псковской области командир расчёта 45-миллиметрового орудия 2-го батальона того же полка красноармеец Василий Авдеев, выкатив орудие на прямую наводку, вёл огонь по вражеским огневым точкам. Ведение огня он не прекратил даже после того, как позиции его батареи подверглись сильному вражескому обстрелу. Действия Авдеева позволили подавить все огневые точки врага, которые мешали продвижению стрелковых подразделений. За отличие в этом бою красноармеец Василий Авдеев был представлен к награждению орденом Славы 3-й степени. Приказом по 207-й стрелковой дивизии от 18 августа 1944 года № 042-н Авдеев был награждён этим орденом.
6 августа 1944 года Авдеев в ходе форсирования реки Айвиексте, несмотря на массированный вражеский огонь, переправил своё орудие на противоположный берег реки и, заменив собой выбывшего из строя наводчика, стал вести огонь прямой наводкой, подавив огонь станкового пулемёта. За отличие в этом бою Приказом по 598-му стрелковому полку от 9 августа 1944 года красноармеец Василий Авдеев был награждён второй медалью «За отвагу».
Отличился в ходе освобождения Латвийской ССР, будучи уже младшим сержантом. 24 ноября 1944 года в бою у хутора Бискас к юго-западу от города Салдус, несмотря на вражеский обстрел, уничтожил огнём своего орудия три пулемётных точки противника. 26-27 ноября 1944 года у хутора Звани, находясь в боевых порядках пехоты, Авдеев со своим расчётом участвовал в оборонительных боях. Расчёт Авдеева принял активное участие в отражении 8 вражеских контратак, уничтожив около 40 вражеских солдат и офицеров. Из-за допущенной ошибки Авдеев был вторично представлен к ордену Славы 3-й степени, которым был уже награждён. Приказом по 207-й стрелковой дивизии от 15 декабря 1944 года младший сержант Василий Авдеев был награждён вторым орденом Славы 3-й степени.
Будучи старшим сержантом, отличился во время боёв в Германии. 16 апреля 1945 года к юго-востоку от города Врицен Авдеев вместе со своим расчётом участвовал в прорыве вражеской обороны, значительно способствуя своими действиями успеху стрелковых подразделений. В ходе овладения второй линией траншей Авдеев, подавив станковый пулемёт, позволил пехотной роте без потерь продвинуться и занять траншею. В ходе боя за город Ортвиг расчёт Авдеева уничтожил вражеское орудие, что способствовало успешному выполнению боевой задачи подразделением. За отличие в этом бою Авдеев был представлен к ордену Красной Звезды, но Приказом по 207-й стрелковой дивизии от 28 апреля 1945 года он был награждён третьим орденом Славы 3-й степени.
В 1947 году в звании старшины Авдеев был демобилизован. Проживал в родной деревне, работал колхозным бухгалтером. Указом Президиума Верховного Совета СССР от 28 декабря 1963 года Авдеев был перенаграждён орденами Славы 2-й и 1-й степеней, став полным кавалером ордена Славы.
Умер 29 июня 2006 года. Похоронен на кладбище близ деревни Пронино.
Был также награждён орденом Отечественной войны I степени и рядом медалей.